# Randerston Farm House

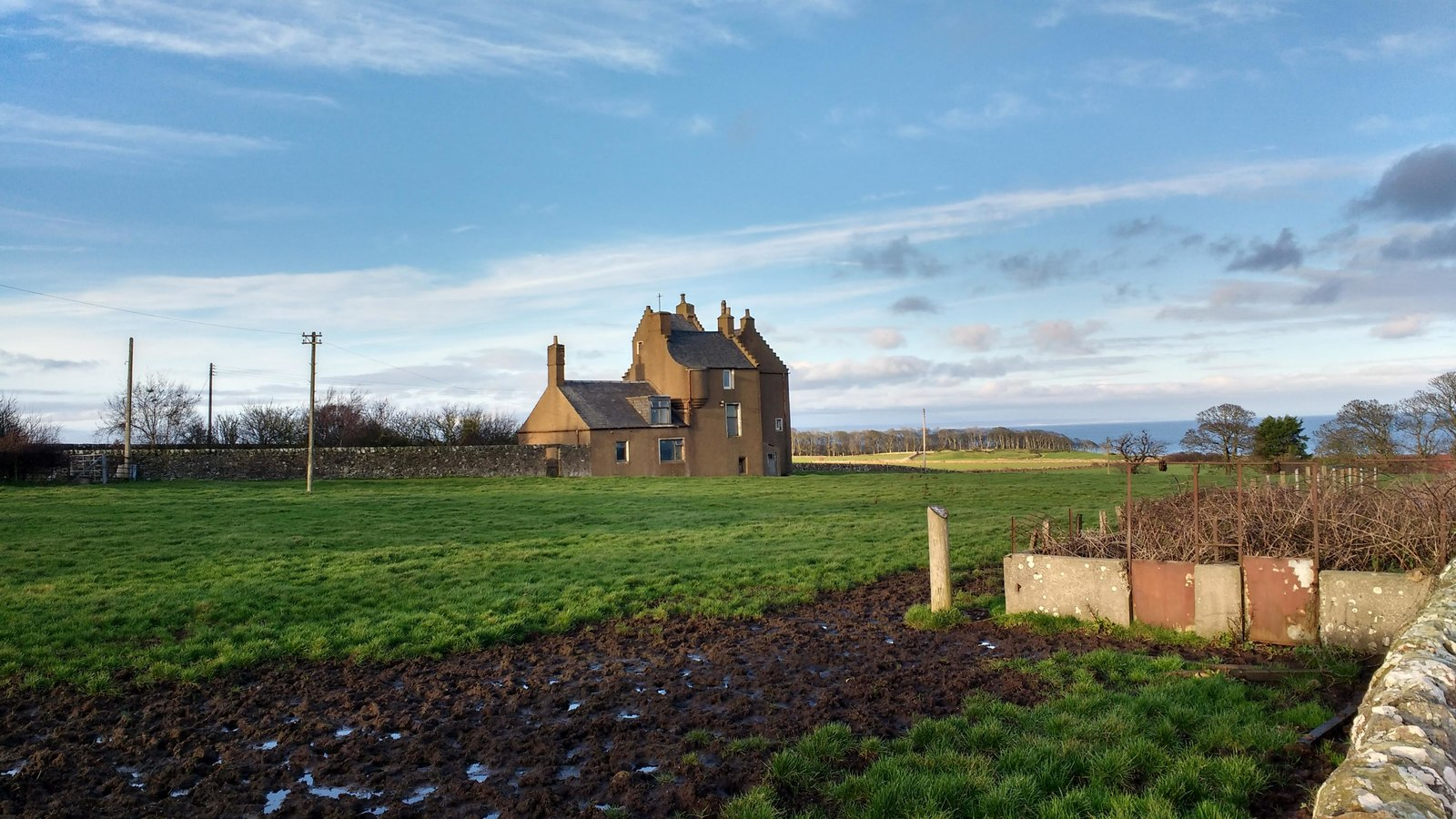
Randerston Farm House

Randerston Farm House ist ein Tower House nahe der schottischen Ortschaft Kingsbarns in der Council Area Fife. 1971 wurde das Bauwerk als Einzeldenkmal in die schottischen Denkmallisten in der höchsten Denkmalkategorie A aufgenommen.

## Geschichte
Es war der schottische König Jakob I., der Thomas de Myrtoun im Jahre 1429 mit dem Lehen Randalstoun ausstattete. Aus dem Jahre 1528 ist ein „Castle of Randerston“ belegt. Im späten 16. Jahrhundert entstand am selben Standort das heutige Randerston Farm House. Im frühen 17. Jahrhundert erwarben die Moncrieffs das Tower House. 1663 kaufte Michael Balfour of Pitmedden das Anwesen. Kurze Zeit später ließen die Balfours das Tower House überarbeiten. Auf einem Sturz ist die Jahresangabe 1678 in Verbindung mit den Monogrammen „M.B.“ und „M.H.“ erhalten. Um 1800 wurde der einstöckige Südflügel hinzugefügt.

## Beschreibung
Randerston Farm House steht isoliert rund 1,6 km südöstlich von Kingsbarns und 400 m westlich der Nordseeküste. Das Gebäude weist annähernd einen L-förmigen Grundriss auf. Anders als bei zahlreichen ähnlichen Bauwerken, handelt es sich im Falle das zweistöckigen Laird-Hauses jedoch um zwei einzelne Gebäudeteile, die über eine gemeinsame Kante miteinander verknüpft sind. Die Fassaden sind mit Harl verputzt. Im Innenwinkel ragt ein Treppenturm auf, der beide Gebäudeteile miteinander verbindet. Zwei Tourellen kragen flach aus. Die Giebel der abschließenden schiefergedeckten Satteldächer sind als schlichte Staffelgiebel gestaltet.